# Французский поцелуй
Францу́зский поцелу́й (англ. french kiss), глубо́кий поцелу́й (англ. deep kiss), также поцелу́й с языко́м (англ. kiss with tongue) — глубокий, интимный поцелуй с проникновением языка одного партнёра в рот другого и (или) с прикосновением языков партнёров. На Руси до начала XVIII века именовался «Татарским».

## Техника
Языковой поцелуй является наиболее интимным видом поцелуя. По мнению некоторых сексологов, без участия языка нет истинного любовного поцелуя.
При «французском поцелуе» происходит активизация спинномозговых нервов, эндокринной железы[какой?], поджелудочной железы и нервных окончаний промежности, вызывая сексуальное возбуждение.
Французский поцелуй эквивалентен технике «самаяна», описанной в Камасутре. При этом Камасутра описывает различные виды языковых поцелуев, отнесённых к самаяне:
- «мельница» — введение языка одного партнёра в рот другому и вращение языка во рту партнёра;
- «изысканный поцелуй» — введение языка в рот партнёра и скольжение по его нёбу;
- «царский поцелуй» — скольжение языка по зубам и введение его за щеку партнёра;
- «жалящий поцелуй» — посасывание губы партнёра с резким и коротким введением языка в рот партнёра[5];

Во время «французского поцелуя» происходит более интенсивный обмен слюной, чем при обычном поцелуе. Это может либо возбуждающе воздействовать на партнёра, либо, наоборот, отталкивать его.

## Риски
Использование французского поцелуя значительно повышает вероятность передачи инфекций через слюну. Наиболее распространёнными инфекциями, передающимися через глубокий поцелуй, являются грипп, ОРВИ, инфекционный мононуклеоз и цитомегаловирусная инфекция. Также при поцелуе можно передать партнеру бактерию Helicobacter pylori, которая в свою очередь может спровоцировать язву желудка.
Французский поцелуй носит некоторый риск заражения Папилломавирусом человека (HPV). Риск заражения с ВИЧ крайне мал, так как для этого нужна открытая рана.